# Барлыбаева, Гаухар Гинаядовна
Гаухар Гинаядовна Барлыбаева (каз. Гауһар Ғинаятқызы Барлыбаева, род. 4 декабря 1960 года) — казахстанский философ, специалист в области казахской философии и абаеведения, доктор философских наук.

## Биография
Родилась 4 декабря 1960 года. В 1983 году окончила философско-экономический факультет КазГУ им. С. М. Кирова. В 1983 году поступила на работу в Институт философии и права АН КазССР. В 1987—1990 гг. училась в аспирантуре Института философии и права АН КазССР В 1992 году защитила диссертацию на соискание ученой степени кандидата философских наук на тему «Мировоззрение Абая в контексте казахской общественной мысли».
В 2010 году защитила диссертацию на соискание ученой степени доктора философских наук на тему «Эволюция этических идей в казахской философии». Научный консультант — академик НАН РК Ж. М. Абдильдин.
В течение нескольких десятков лет работает в Институте философии, политологии и религиоведение КН МОН РК, где прошла путь от лаборанта до главного научного сотрудника.

## Сочинения
- Барлыбаева Г. Г. Философская этика казахов. — Алматы: Институт философии, политологии и религиоведения КН МОН РК, 2018. — 276 с.
- Барлыбаева Г. Г. Эволюция этических идей в казахской философии. — Алматы: Институт философии, политологии и религиоведения КН МОН РК, 2011. — 217 с.
- Барлыбаева Г. Г., Ергалиев И. Е. Абайдың этикалық және гуманистік ой-толғаулары. Алматы, ҚР ҒМ-ҒА Философия институты. 1997. — 49 б.
- Barlybayeva G.G. Kasachisches philosophisches Denken als Zweig türkischer Philosophie. Forschung, Innovationen und gesellschaftliche Probleme im Rahmen der Modernisierung Kasachstans. — Berlin: Verlag Dr Köster, 2013. — 197 s. — S. 80-87.
- Барлыбаева Г. Г., Нысанбаев А. Н. Этическая мысль казахов как основа духовного возрождения страны // Журнал, индексируемый в базе данных SCOPUS/ Вопросы философии 2018, № 9. С. 13-19. http://vphil.ru/index.php?option=com_content&task=view&id=2038&Itemid=52
- Barlybayeva G.G. Kazachų etikos istorija (The History of Ethics of Kazakhs) // Журнал, индексируемый в базе данных SCOPUS LOGOS. — 2020. N 103. — P. 67-80. https://doi.org/10.24101/logos.2020.28
- Сонымен қатар, Барлыбаева Г. Г. — 140-қа жуық ғылыми жұмыстың авторы және 15 ұжымдық монографияның бірлескен авторы, оның 5-уі өзінің ғылыми жетекшілігімен жазылған.

## Награды
Государственные награды, почетные звания: Государственная стипендия Президента Республики Казахстан (1995—1996), Грант Фонда науки при Министерства науки Республики Казахстан (1997), награждена Почетной грамотой Национальной Академии наук Республики Казахстан (2008), медалью «За заслуги в развитии науки Республики Казахстан» (2016).